# Sigma1 Tauri
Título a ser usado para criar uma ligação interna é Sigma1 Tauri.
Sigma1 Tauri (91 Tauri) é uma estrela na direção da constelação de Taurus. Possui uma ascensão reta de 04h 39m 09.20s e uma declinação de +15° 48′ 00.1″. Sua magnitude aparente é igual a 5.08. Considerando sua distância de 152 anos-luz em relação à Terra, sua magnitude absoluta é igual a 1.74. Pertence à classe espectral A4m. É membro do aglomerado aberto Híades.